# Pierre-Christian Taittinger

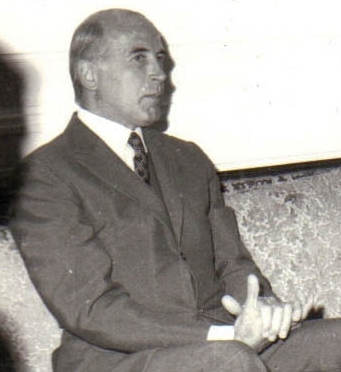
Taittinger in 1974

Pierre-Christian Taittinger (Parijs, 5 februari 1926 - Versailles, 27 september 2009) was een Frans politicus voor de Républicains Indépendants en vervolgens voor de UMP. Hij was senator voor Parijs, staatssecretaris voor buitenlandse zaken in de regeringen van Raymond Barre (1976-1977) en ten slotte burgemeester in het 16e arrondissement van Parijs (1989-2008).
Hij was de zoon van de extreemrechtse politicus Pierre Taittinger (1887-1965).

## Mandaten

### Verkozen mandaten
- Senator voor Parijs van 1968 tot 1976 (lid van de regering), en van 1977 tot 1995
- Ondervoorzitter van de senaat van 1980 tot 1992
- Gemeenteraadslid van Parijs van 1953 tot 2009
- Burgemeester van het 16e arrondissement van Paris van 1989 tot 2008

### Regeringsfuncties
- Staatssecretaris voor buitenlandse zaken in de regering Raymond Barre I, van 28 augustus 1976 tot 29 maart 1977
- Staatssecretaris voor buitenlandse zaken in de regering Raymond Barre II, van 29 maart tot 26 september 1977.

- Bibliothèque nationale de France: cb120211518 (data)
- Gemeinsame Normdatei: 174384580
- International Standard Name Identifier: 0000 0000 2297 4763
- Library of Congress Control Number: n84056256
- Système universitaire de documentation: 028360311
- Virtual International Authority File: 39389882
- WorldCat: E39PBJbCG3PQpxFKfww3KDMVmd